# 泗洲文佛

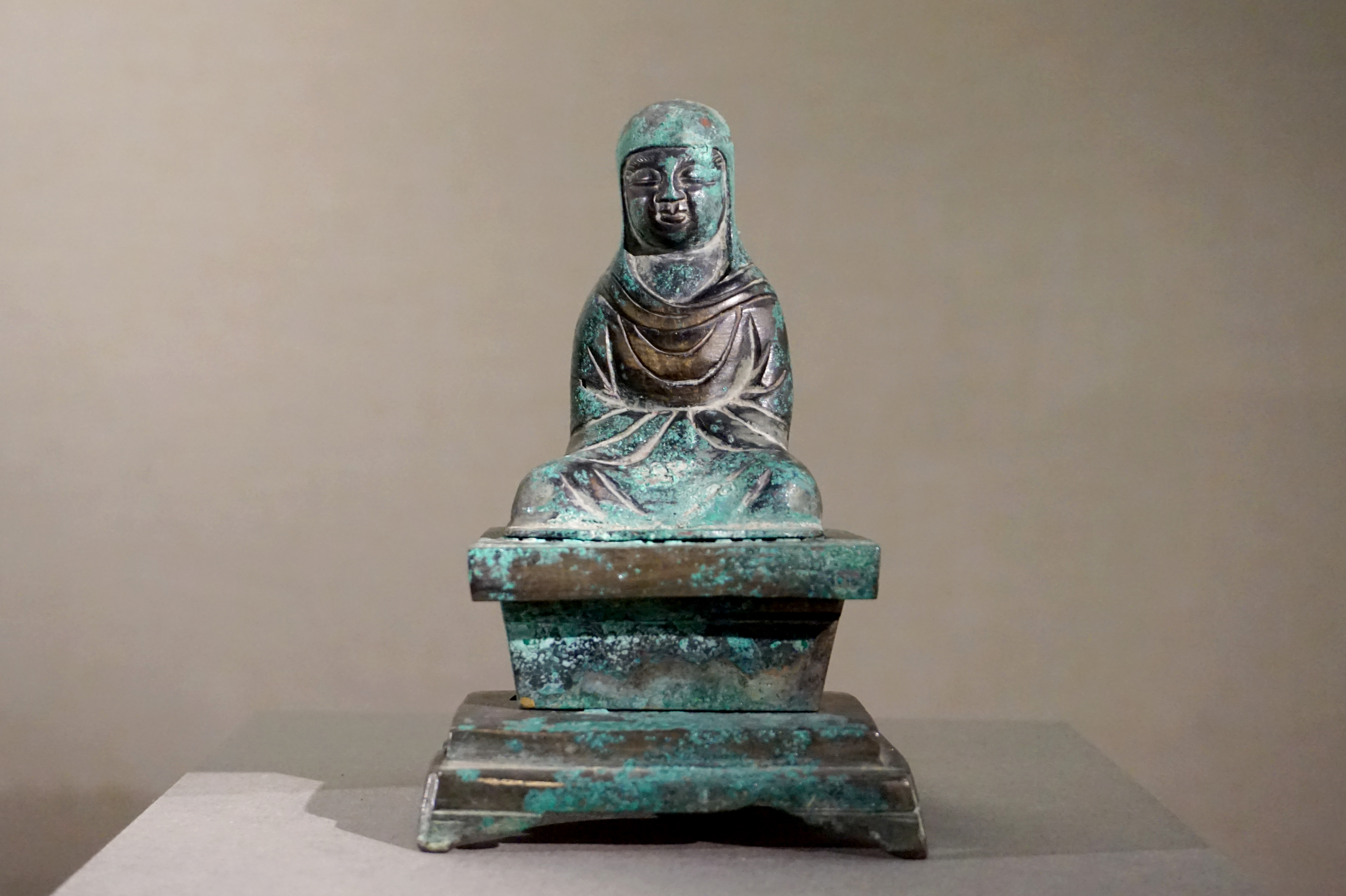
吴越国铜泗洲文佛坐像。上海松江兴圣教寺塔地宫出土，上海博物馆藏

泗洲文佛（628年—710年），唐代高僧，又稱泗州大聖、泗州大士、泗洲大師。法號僧伽，唐代諡號大聖明覺普照國師，宋代諡號泗州大聖等慈普照明覺國師菩薩。

## 簡介
他自称葱岭北何国人。俗姓何。幼年出家，誓志游历四方。贞观二十年（646年），抵凉州，至江淮。隶名山阳龙兴寺，率弟子慧俨至临淮，建立伽蓝。龍朔元年（661年），大師應邀至泗州（今江蘇淮安一帶）一戶富家檀越傳教，說法畢，就說：「此地本為伽藍，掘地便知。」主人於是命僕人挖掘庭院，深處果現一碑，碑題“香積寺”，又挖出一尊佛像，大家猜測其為燃燈佛，大師應聲：“普照王佛！”果然佛像上有字，書“普照王佛”字樣。後來主人發心捐出此宅，是為「普照王寺」（因避諱武照，改稱「普光王寺」）。此事聞名天下，唐中宗尊為國師，迎大師到長安薦福寺當方丈。曾有人與大師談法，卻見到大師變成十一面觀音之相。也有後人將僧伽法師視為觀世音菩薩的化身。
唐中宗景龙二年（708年），奉召进京做道场，深得宠遇。景龍四年（710年）三月三日大師涅槃，真身不腐，中宗命人在薦福寺建塔供養，突然臭氣滿城，中宗在心中默念「送師歸臨淮」。話一說，異香騰馥，於是送走真身，築塔於泗州。關於涅槃年份，則據《文苑英華》、《全唐文》中所收的《泗洲臨淮縣普光王寺碑》，記載為景龍四年（710年）三月二日，但《傳燈錄》與四庫全書中《李北海集》所收的《泗洲臨淮縣普光王寺碑》，又記載涅槃年為景龍三年（709年）三月三日。
另外有學者認為僧伽大師並非單純佛教的僧侶，反而可能是當時博通摩尼教的佛教人士，或者摩尼教的傳教士。

## 奉祀廟宇

### 福建
- 福州市鼓樓區鼓東街道觀風亭社區觀風亭街19號崇德寺
- 福州市臺江區後洲街道龍嶺社區龍嶺頂泗洲文佛廟
- 福州市臺江區蒼霞街道中平社區白龍路東金寺
- 福州市倉山區對湖街道湖嶺社區鰲頭鳳嶺9-6號長興禪寺
- 漳州市龍海市顏厝鎮下半林村鸛林寺
- 漳州市漳浦縣長橋鎮友愛村泗洲巖

### 台灣
- 嘉義縣中埔鄉灣潭村泗洲佛祖寺

## 《僧伽和尚欲入涅槃說六度經》
《僧伽和尚欲入涅槃說六度經》為自敦煌文書中發現的經典。今所見寫本主要有3個卷號，為S. 2565（頭完尾缺）、S. 2754（末題：「恩會」）、P. 2217。並收入大正新脩大藏經第 85 冊，疑偽部， No. 2920。而經文整體被學者評價為頗暗合西方基督教末世思想的體系，即：
1. 世界末日無可避免；
2. 救世主降臨；
3. 救贖之道；
4. 千年王國實現。

不過也有所差異，共有二點：一是基督教的上帝之國新世界是在現世，那些復活的信徒，將與復活的基督一同作王一千年；而《僧伽和尚欲入涅槃說六度經》並沒有提供一個千年王國的圖景，只有《僧伽經》宣示「化城」的至福之地，是彼岸的救贖圖象。二是《聖經》使徒約翰《啟示錄》救贖的對象除了活著信主之人外，也包括了死了的信徒，但《僧伽和尚欲入涅槃說六度經》中的僧伽是以道成肉身的救世主身分宣示以寶船載運六度之人前去彼岸之世──化城，是肉身得道的救贖，不是靈魂的救贖。而《僧伽和尚欲入涅槃說六度經》中亦有頗多似乎帶有摩尼教色彩的部分，如強調與彌勒佛一同救世、特別要求「長齋菜食」與「不飲酒食肉」、以寶船來救度等等。

## 註記
1. ↑  《僧伽和尚欲入涅槃說六度經》全文為：
「吾告於閻浮提中，善男子、善女人：吾自生閻浮，為大慈父，教化眾生，輪迴世間，經今無始曠劫，分身萬億，救度眾生。為見閻浮提眾生，多造惡業，不信佛法；惡業多者，吾不忍見，吾身便入涅槃，舍利形象遍於閻浮，引化眾生。以後像法世界滿，正法興起，吾與彌勒佛同時下生，共坐化城，救度善緣。
元居本宅，在於東海，是〔我〕過去先世淨土。緣為眾生頑愚難化，不信佛法，多造惡業。吾離本處，身至西方，教化眾生，號釋迦牟尼佛。東國遂被五百毒龍陷為大海，一切眾生沈在海中，化為黿鼉魚鱉。吾身後，卻從西方胡國中，來生於閻浮，救度善緣佛性種子。吾見閻浮眾生，遍境凶惡。自相吞食，不可開化，吾今遂入涅槃。舍利本骨願往泗州。已後若有善男子、善女人，慈心孝順，敬吾形象，長齋菜食，念吾名字，如是之人，散在閻浮。吾愍見惡世，刀兵競起，一切諸惡逼身，不得自在。吾後與彌勒尊佛下生本國，足踏海，水枯竭。遂使諸天龍神八部聖眾，在於東海中心，修造化城，金銀為壁，琉璃為地，七寶為殿。吾後至閻浮，興流佛法，唯傳此經，教化善緣，六度弟子，歸我化城，免在閻浮，受其苦難，悉得安穩，衣食自然，長受極樂，天魔外道，弱水隔之，不來為害。吾當度六種之人：第一度者，孝順父母，敬重三寶；第二度者，不殺眾生；第三度者，不飲酒食肉；第四度者，平等好心，不為偷盜；第五度者，頭陀苦行，好修橋樑並諸功德；第六度者，憐貧念病，布施衣食，拯濟窮無。如此善道六度之人，吾先使百童子領上寶船，載過弱水，免使沈溺，得入化城。若不是吾六度之人，見吾此經，心不信受，毀謗正法。當知此人宿世罪根，身受惡報，或逢盜賊兵瘴而死；或被水火焚漂；或被時行惡病，遭官落獄。不善眾生，皆受無量苦惱，死入地獄，無有出期，萬劫不復人道。善男子、善女人！書寫此經，志意受持，若逢劫水、劫火、黑風天暗，吾放無量光明照汝，因緣俱來佛國，同歸化城，悉得解脫！
南無僧伽　南無僧禁吒　莎訶　達多姪化耶　唵　跋勒攝　娑婆訶！」